# Arcade and Attica Railroad
| Lok Nr. 112 bei Curriers, im Oktober 2009. |                      |                                              |                                       |
| Aktuelle Karte der Arcade and Attica Railroad |                      |                                              |                                       |
| Streckenlänge: | 25 km                |                                              |                                       |
| Spurweite: | 1435 mm (Normalspur) |                                              |                                       |
| Maximale Neigung: | 4,9 ‰                |                                              |                                       |
| Minimaler Radius: | 117 m                |                                              |                                       |
| |                      |                                              |                                       |
| \| \| 45,6 \| Attica (New York) \| 301 m ü. M. \| \| \| \| Tonawanda Creek \| \| \| \| \| TC \| \| \| \| \| TC \| \| \| \| \| TC \| \| \| \| 40,4 \| Sierks \| Sierks \| \| \| 36,6 \| Earls \| Earls \| \| \| 33,6 \| Varysburg \| Varysburg \| \| \| \| The Ravine \| \| \| \| 30,2 \| Johnsonburg \| Johnsonburg \| \| \| 26,9 \| Perrys \| Perrys \| \| \| 25,1 \| Ende der aktuellen Strecke \| Ende der aktuellen Strecke \| \| \| \| Buffalo Molasses / Reisdorf Bros. \| \| \| \| \| Tonawanda Creek \| \| \| \| 24,4 \| North Java \| 439 m ü. M. \| \| \| \| Beaver Meadow Creek (25 m) \| \| \| \| 18,7 \| Java Center \| 467 m ü. M. \| \| \| 14,9 \| Curriers \| 489 m ü. M. \| \| \| \| Abstellgleis \| \| \| \| \| Cattaraugus Creek (28 m) \| \| \| \| 4,3 \| Arcade \| 455 m ü. M. \| \| \| \| Lokschuppen \| \| \| \| 3,3 \| Gleisdreieck \| Gleisdreieck \| \| \| 2,8 \| Ausweichstelle Prospect Street \| Ausweichstelle Prospect Street \| \| \| \| West Main Street \| \| \| \| 0,0 \| Beginn der Arcade and Attica Railroad \| Beginn der Arcade and Attica Railroad \| \| \| \| Arcade Junction \| \| \| \| \| Verbindung zur Norfolk Southern Railway \| \| \| \| \| li. nach Buffalo / re. nach Olean (New York) \| \| \| \| \| \| \| \| Quellen: [1] \| \| \| \| |                      |                                              |                                       |
| Kopfbahnhof Streckenanfang (Strecke außer Betrieb) | 45,6                 | Attica (New York)                            | 301 m ü. M.                           |
| Brücke über Wasserlauf (Strecke außer Betrieb) |                      | Tonawanda Creek                              | Tonawanda Creek                       |
| Brücke über Wasserlauf (Strecke außer Betrieb) |                      | TC                                           | TC                                    |
| Brücke über Wasserlauf (Strecke außer Betrieb) |                      | TC                                           | TC                                    |
| Brücke über Wasserlauf (Strecke außer Betrieb) |                      | TC                                           | TC                                    |
| Haltepunkt / Haltestelle (Strecke außer Betrieb) | 40,4                 | Sierks                                       | Sierks                                |
| Haltepunkt / Haltestelle (Strecke außer Betrieb) | 36,6                 | Earls                                        | Earls                                 |
| Bahnhof (Strecke außer Betrieb) | 33,6                 | Varysburg                                    | Varysburg                             |
| Brücke über Wasserlauf (Strecke außer Betrieb) |                      | The Ravine                                   | The Ravine                            |
| Bahnhof (Strecke außer Betrieb) | 30,2                 | Johnsonburg                                  | Johnsonburg                           |
| Haltepunkt / Haltestelle (Strecke außer Betrieb) | 26,9                 | Perrys                                       | Perrys                                |
| | 25,1                 | Ende der aktuellen Strecke                   | Ende der aktuellen Strecke            |
| Dienststation / Betriebs- oder Güterbahnhof |                      | Buffalo Molasses / Reisdorf Bros.            | Buffalo Molasses / Reisdorf Bros.     |
| Brücke über Wasserlauf |                      | Tonawanda Creek                              | Tonawanda Creek                       |
| Haltepunkt / Haltestelle | 24,4                 | North Java                                   | 439 m ü. M.                           |
| Brücke über Wasserlauf |                      | Beaver Meadow Creek (25 m)                   | Beaver Meadow Creek (25 m)            |
| Haltepunkt / Haltestelle | 18,7                 | Java Center                                  | 467 m ü. M.                           |
| Bahnhof | 14,9                 | Curriers                                     | 489 m ü. M.                           |
| Abzweig geradeaus und nach links |                      | Abstellgleis                                 | Abstellgleis                          |
| Brücke über Wasserlauf |                      | Cattaraugus Creek (28 m)                     | Cattaraugus Creek (28 m)              |
| Bahnhof | 4,3                  | Arcade                                       | 455 m ü. M.                           |
| Abzweig geradeaus und nach links |                      | Lokschuppen                                  | Lokschuppen                           |
| Abzweig geradeaus, nach links und von links | 3,3                  | Gleisdreieck                                 | Gleisdreieck                          |
| Dienststation / Betriebs- oder Güterbahnhof | 2,8                  | Ausweichstelle Prospect Street               | Ausweichstelle Prospect Street        |
| Strecke mit Straßenbrücke |                      | West Main Street                             | West Main Street                      |
| Wechsel des Eisenbahninfrastrukturunternehmens | 0,0                  | Beginn der Arcade and Attica Railroad        | Beginn der Arcade and Attica Railroad |
| Abzweig quer und nach links |                      | Arcade Junction                              | Arcade Junction                       |
| |                      | Verbindung zur Norfolk Southern Railway      |                                       |
| |                      | li. nach Buffalo / re. nach Olean (New York) |                                       |
| |                      |                                              |                                       |
| Quellen: |                      |                                              |                                       |

Die Arcade and Attica Railroad (A&A; AAR-reporting mark ARA) ist eine US-amerikanische Eisenbahngesellschaft mit Sitz in Arcade im Bundesstaat New York. Sie betreibt auf einer 25 Kilometer langen Strecke zwischen Arcade und North Java Güterverkehr und Ausflugszüge. In Arcade Junction hat die Strecke Anschluss an die Norfolk Southern Railway.

## Geschichte

### Die Schmalspurbahn
1852 wurde die Attica and Alleghany Valley Railroad gegründet, um eine Schmalspurbahn mit 914 mm Spurweite von Attica über Arcade zur Staatsgrenze von Pennsylvania zu erbauen. 1853 wurde der größte Teil der Strecke zwischen Attica und Arcade für das Verlegen der Gleise planiert und vorbereitet. 1855 wurde der Bau aber eingestellt, da die Gesellschaft zahlungsunfähig wurde. Am 2. Februar 1856 wurden dann die Grundstücke zwangsversteigert. Die Attica and Arcade Railroad wurde daraufhin am 28. Februar 1870 gegründet und erwarb die Grundstücke, wobei der Bau der Strecke bis zum 1. Oktober 1876 abgeschlossen sein sollte. Die Gesellschaft ging aber bereits 1873 wieder in Konkurs, ohne die Strecke fertiggestellt zu haben.
Am 5. April 1880 gründete R.N. Farnham die Tonawanda Valley Railroad. Daraufhin konnte am 19. September desselben Jahres die 30,7 Kilometer lange Strecke von Attica nach Curriers fertiggestellt und eröffnet werden. In Attica bestand eine Verbindung zur Erie Railroad. Am 11. September 1880 fuhr dann der erste Zug. Im Oktober 1880 wurde die Tonawanda Valley Extension Railroad gegründet, um die Strecke von Curriers nach Sardinia (New York) zu verlängern. Das Unternehmen baute dann jedoch eine Linie von Curriers nach Arcade und am 16. Mai 1881 konnte Arcade, bei Kilometer 41,3, erreicht werden.
Zu dieser Zeit bestand auch die Bestrebung, die boomende Ölindustrie der Region zu erschließen. Dabei sollte eine neue Verbindung zur Erie Railroad und Bradford, Eldred and Cuba Railroad erstellt werden. Daraufhin wurde am 14. Juli 1881 die Tonawanda Valley and Cuba Railroad (TV&C) gegründet. Die bereits bestehende Bahnstrecke wurde anschließend in diese neue Gesellschaft eingegliedert. Am 11. September 1882 erreichte die TV&C Cuba (New York) und dadurch die größte Ausdehnung der Strecke mit 95 Kilometer. Leider brach das Ölgeschäft noch im selben Jahr ein. Die neue Gesellschaft ging am 29. November 1884 wiederum in Konkurs.
Zwischenzeitlich hatte sich der Zustand der Strecke deutlich verschlechtert, so dass die Züge nur zeitweise verkehren konnten. Die Bahnstrecke wurde dann am 19. Januar 1891, für 33.000 US-Dollar, an die neu gegründete Attica and Freedom Railroad weiterverkauft. Die A&F beabsichtigte allerdings, nur die Linie von Attica (New York) nach Sandusky (Ohio) zu betreiben. Auch sie hatte wenig Erfolg und ging nach drei Jahren bereits wieder in Konkurs.

### Die Normalspurbahn
Am 13. Oktober 1894 wurde die Gesellschaft von dem Holzindustriellen Spencer Bullis erworben. Er reorganisierte sie als Buffalo, Arcade and Attica Railroad (BA&A) und begann damit, die Strecke auf Normalspur umbauen zu lassen. Der erste Teil zwischen Attika und Curriers konnte schon am 9. Januar 1895 fertiggestellt werden. Die Linie nach Arcade folgte dann am 1. Dezember desselben Jahres und der Bahnbetrieb wurde im folgenden Monat aufgenommen.
Im Jahr 1897 wurde auch eine 3,2 Kilometer lange Verbindung, von Arcade nach Arcade Junction, zur Pennsylvania Railroad erstellt. Auch bei dieser Bahngesellschaft blieb der Erfolg aus und sie wurde 1904 für 75.000 US-Dollar an Frank Goodyear veräußert. Die Gesellschaft wurde nun zur Tochtergesellschaft der aufstrebenden Buffalo and Susquehanna Railroad. Die B&SRR scheiterte 1910 wiederum und wurde ein Teil der Baltimore and Ohio Railroad. Die Buffalo, Arcade and Attica Railroad wurde danach ausgegliedert und operierte unabhängig weiter. Im März 1917 meldete auch diese Gesellschaft wieder Konkurs an.

### Die Arcade and Attica Railroad

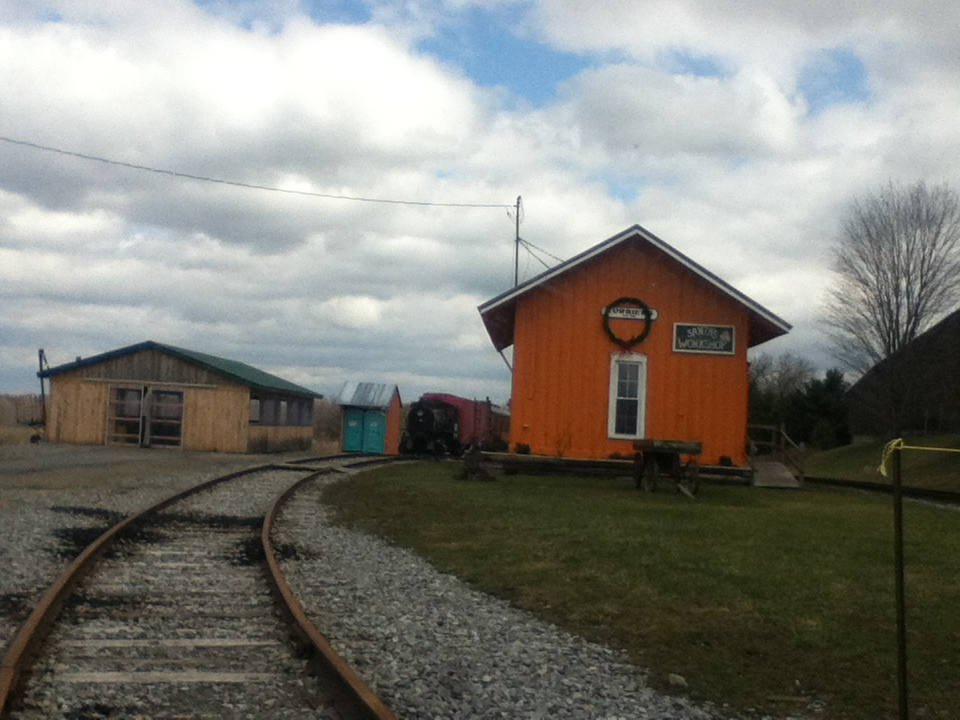
Der Bahnhof von Curriers

Um die Bahnlinie zu erhalten, schlossen sich mehrere Unternehmen entlang der Strecke zusammen und gründeten am 23. Mai 1917 die Arcade and Attica Railroad. Dabei ist die Molkerei Merrell-Soule Company hervorzuheben, die eine große Summe beisteuerte. Während der folgenden Jahre konnte die Bahngesellschaft kostendeckend wirtschaften. Selbst während der Weltwirtschaftskrise in den späten 1920er bis 1930er Jahre mussten keine Mitarbeiter entlassen werden. Die Bahngesellschaft erwarb 1941 ihre erste Diesellokomotive von General Electric mit 44 Tonnen und 1947 folgte eine weitere. Die ARA war damals eine der ersten Bahngesellschaften, die auf Dieselbetrieb umstellte. Dadurch konnten die Betriebskosten deutlich gesenkt werden. Im Jahr 1951 wurde der defizitäre Personenverkehr eingestellt, denn auch die Einnahmen im Frachtverkehr hatten sich in den vergangenen Jahren verringert.

### Die Überschwemmung
Nach starken Regenfällen im Januar 1957 trat der Tonawanda Creek südlich von Attica über die Ufer und riss mehrere hundert Meter Bahnstrecke mit sich. Damals hätte es 72.000 Dollar gekostet, die Strecke zu rekonstruieren. Diesen Betrag wollten die Gesellschafter jedoch nicht aufbringen. In einer Dringlichkeitssitzung am 25. Januar des Jahres stimmte der Verwaltungsrat dafür, die Bahnstrecke zwischen Attica und North Java aufzugeben. Fast das gesamte Frachtgeschäft fand ohnehin im verbleibenden Streckenabschnitt zwischen North Java und Arcade statt.

### Die Ausflugszüge
Anfang der 1960er Jahre wurde beschlossen, die Einnahmen durch dampfbetriebene Ausflugszüge aufzubessern. Dazu wurde 1962 die Dampflok Nr. 18, mit der Achsfolge 2-8-0 Consolidation von 1920, von der Boyne City Railroad zusammen mit zwei Personenwagen der Delaware, Lackawanna and Western Railroad erworben.
Am 27. Juli 1962 fand dann die Eröffnungsfahrt für die Presse und Bahnmitarbeiter statt. Regelmäßige öffentliche Ausflugszüge starteten im August desselben Jahres. Während der ersten Saison von 27 Tagen wurden bereits 17.000 Passagiere mit nur zwei Wagen befördert. Die Züge fuhren von morgens bis abends. 1963 konnte die Lok Nr. 14, eine Baldwin 4-6-0, von der Escanaba and Lake Superior Railroad, sowie weitere Wagen der Delaware, Lackawanna und Western erworben werden. Die Strecke wurde danach als Grand Scenic Route bekannt.

## Heute
Die Arcade and Attica Railroad bietet heute regelmäßige Ausflugszüge und Frachtverkehr an. Für den Warenverkehr hat sie in Arcade Junction Verbindung zur Norfolk Southern Railway.

### Ausflugszüge
- Maple Weekend – Zug mit einem Besuch bei einer Produktion von Ahornsirup an einem Wochenende im März
- Eastern Bunny Express – Oster-Zug
- Mother´s Day Brunch Train Ride – Zug am Muttertag mit Brunch
- Season Opener – Zug zur Eröffnung der Saison im Mai
- Diesel Engin Train Ride – Zug mit historischer Diesellokomotive im Juni
- Train Ride for Father´s Day – Zug am Vatertag mit Museumsbesuch
- Murder Mystery Dinner Train – Zug mit Theateraufführung im Juni
- World War II Train Ride – Zug mit Ausstellungen zum 2. Weltkrieg im Juli
- Ale on the Rails – Zug mit Bierverkostung und Snacks im August
- Whiskey on Wheels – Zug mit Whiskeyverkostung, Snacks und Livemusik für Erwachsene im August
- Toy Train Show Train Ride – Zug mit einem Besuch bei einer Spielzeugeisenbahn im September
- The Great Train Robbery Train Ride – Zugfahrt mit Raubüberfall im September
- Wine on the Rails – Zug mit Weinprobe und Snacks im September
- Fall Foliage Train Ride – Herbstzug an mehreren Tagen im Oktober
- Haunted Halloween Train Ride – Zug an Halloween mit Spukhausbesuch
- Santa’s Wonderland Express Train Ride – Weihnachtszug an mehreren Tagen im November und Dezember[5]

## Fahrzeuge
| Lokomotiven       |                             |                     |               |              | |      |
| Betriebs-Nr.      | Hersteller                  | Achsfolge/Modell    | Baujahr       | Seriennummer | Bemerkung | Bild |
| Dampflokomotiven  |                             |                     |               |              | |      |
| 14                | Baldwin Locomotive Works    | 4-6-0 Ten-Wheeler   | Februar 1917  | 45083        | Ehem. Escanaba and Lake Superior Railroad Nr. 14, 1963 erworben.                                                                                       |      |
| 18                | American Locomotive Company | 2-8-0 Consolidation | November 1920 | 62624        | Ehem. Charcoal Iron Co. of America Nr. 18, Newberry Iron Co. Nr. 18, ehem. Boyne City Railroad Nr. 18, in Betrieb.                                     |      |
| Diesellokomotiven |                             |                     |               |              | |      |
| 110               | GE Transportation Systems   | 44 Tonnen           | Juni 1941     | 12947        | Neu erworben, ist aktuell ausgestellt. |      |
| 111               | GE Transportation Systems   | 44 Tonnen           | April 1947    | 28346        | Neu erworben. |      |
| 112               | GE Transportation Systems   | 65 Tonnen           | Mai 1945      | 27866        | Ehem. United States Navy Nr. 65-00063, ehem. Crab Orchard National Wildlife Refuge Nr. 122, ehem. Colorado Springs Dept. of Public Utilities Nr. 9701. |      |
| 113               | GE Transportation Systems   | 80 Tonnen           | 1959          | 33489        | Ehem. Consolidated Edison Inc. Nr. P9600. |      |
| [ 6 ] [ 7 ]       |                             |                     |               |              | |      |